# Ryūhō
Die Ryūhō (japanisch 龍鳳) war ein Leichter Flugzeugträger und gehörte zu den verdeckten Bauten der Kaiserlich Japanischen Marine aus den 1930er Jahren, die im Kriegsfall aus anderen Schiffstypen schnell zu leichten Flottenträgern umgebaut werden sollten. Das Schiff überstand den Pazifikkrieg und wurde 1946 verschrottet.

## Geschichte

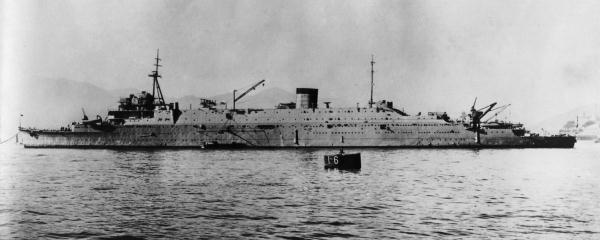
U-Boot-Begeltschiff Taigei im Jahr 1935.

Sie begann ihr Schiffsleben als U-Boot-Begleitschiff Taigei. Am 20. Dezember 1941 wurde das Schiff zum Reserveschiff 3. Klasse umklassifiziert und dem Marinebezirk Kure unterstellt und der Umbau zum leichten Flottenträger begann umgehend. Während der dortigen Liegezeit im Trockendock wurde das Schiff am 18. April 1942 während des Doolittle Raids von einer Bombe direkt getroffen. Es gab sieben Verletzte und der Umbau verzögerte sich leicht.
Am 30. November 1942 wurde der Umbau offiziell beendet und das Schiff unter dem Kommando von Kaigun-Taisa Nobishirō Sōma als Flugzeugträger Ryūhō in Dienst gestellt und der 3. Flotte direkt unterstellt. Die Ryūhō erhielt jedoch keine eigene Fliegergruppe zugeteilt.
Bereits während der ersten Einsatzfahrt als Flugzeugtransporter von Yokosuka nach Truk wurde die Ryūhō am 12. Dezember 1942 160 Seemeilen östlich Hachijō-jima vom US-amerikanischen U-Boot Drum angegriffen und erhielt einen Torpedotreffer Steuerbord mittschiffs. Die Beschädigung war nicht bedrohlich, das Schiff musste aber nach Yokosuka zur Reparatur umkehren und kehrte erst am 19. März 1943 in den Dienst zurück.
Es folgten verschiedene Übungs- und Versorgungsfahrten zu japanischen Häfen. Am 11. Juni 1943 übernahm die Ryūhō die Fliegergruppe der Hiyō, nachdem diese am 11. Juni außerhalb der Tokio-Bucht von einem US-amerikanischen U-Boot torpediert worden war. Bereits am nächsten Tag wurde der Träger der 3. Flotte, 2. Trägerdivision unterstellt und verlegte im Laufe des Juni nach Truk als Einsatzbasis.
Im späten Juli und August stand die Ryūhō in der Inlandsee im Einsatz und trainierte die Hiyō-Fliegergruppe, welche am 30. August wieder an die Hiyō zurückgegeben wurde. Die Ryūhō wurde daraufhin als Wachschiff dem Marinebezirk Kure unterstellt.
Bis Ende Januar 1944 führte das Schiff einige Versorgungsfahrten nach Singapur, Palau und Truk durch. Wegen der schweren Verluste an Handelsschiffen durch US-U-Boote wurden vermehrt dringend benötigter Nachschub durch Kriegsschiffe zu den japanischen Stützpunkten im Pazifik transportiert.
Sie war einer von nur vier japanischen Flugzeugträgern, die den Pazifikkrieg überstanden.

## Technische Beschreibung als Flugzeugträger

### Rumpf
Der Rumpf der Ryūhō war über alles 215,6 Meter lang, 23 Meter breit und hatte bei einer Einsatzverdrängung von 16.700 Tonnen einen Tiefgang von 6,7 Metern.

#### Flugdeck
Das ungepanzerte hölzerne Flugdeck und die darunter liegenden Hangardecks waren nicht Teil des Schiffskörpers, sondern als Aufbauten ausgeführt. Das Flugdeck hatte die Form eines Rechtecks mit den Abmessungen 185 m × 23 m, welche nicht bis zum Bug reichte. Zum Bewegen von Flugzeugen zwischen den Hangars und dem Flugdeck verfügte der Träger über zwei Aufzüge.

### Antrieb
Der Antrieb erfolgte durch vier ölbefeuerte Dampferzeuger – Kampon-Kesseln des Yarrow-Typs – und zwei Getriebeturbinensätze mit denen eine Gesamtleistung von 52.000 PS (38.246 kW) erreicht wurde. Diese gaben ihre Leistung an zwei Wellen mit je einer Schraube ab. Die Höchstgeschwindigkeit betrug 26,5 Knoten (49 km/h) und die maximale Fahrstrecke 8.000 Seemeilen (14.816 km) bei 18 Knoten wofür 2.900 Tonnen Schweröl gebunkert werden konnten.

### Bewaffnung

#### Schwere Flugabwehr
Die schwere Flugabwehrbewaffnung bestand aus acht 12,7-cm-Geschützen mit Kaliberlänge 40 des Typ 89 in vier Doppellafetten.
Die 12,7-cm-Geschütze erreichten eine Kadenz von rund 8 Schuss pro Minute und die maximale Reichweite betrug etwa 9,4 Kilometer bei 75° Rohrerhöhung. Die 24,5 Tonnen schweren Doppellafette war um 360° drehbar und hatte einen Höhenrichtbereich von −7° bis +75°.

#### Leichte Flugabwehr
Die leichte Flugabwehrbewaffnung bestand aus achtunddreißig 2,5-cm-Maschinekanonen Typ 96 und ab 1944 aus sechs zusätzlichen 12-cm-Raketenwerfern.
Die 2,5-cm-Maschinenkanonen verschossen im Einsatz rund 110 bis 120 Schuss pro Minute, die effektive Reichweite lag bei etwa 3 Kilometern bei 85° Rohrerhöhung. Die 1,1 Tonnen schweren Zwillingslafetten waren um 360° drehbar und hatte einen Höhenrichtbereich von −10° bis +85°. Die Raketenwerfer verschossen 12-cm-Raketen bei einer Kapazität von 28 Raketen und hatten eine maximale Reichweite von 4,8 Kilometern. Die 1,6 Tonnen schwere Werferlafette war um 360° drehbar und hatte einen Höhenrichtbereich von +5° bis +80°.

### Sensoren

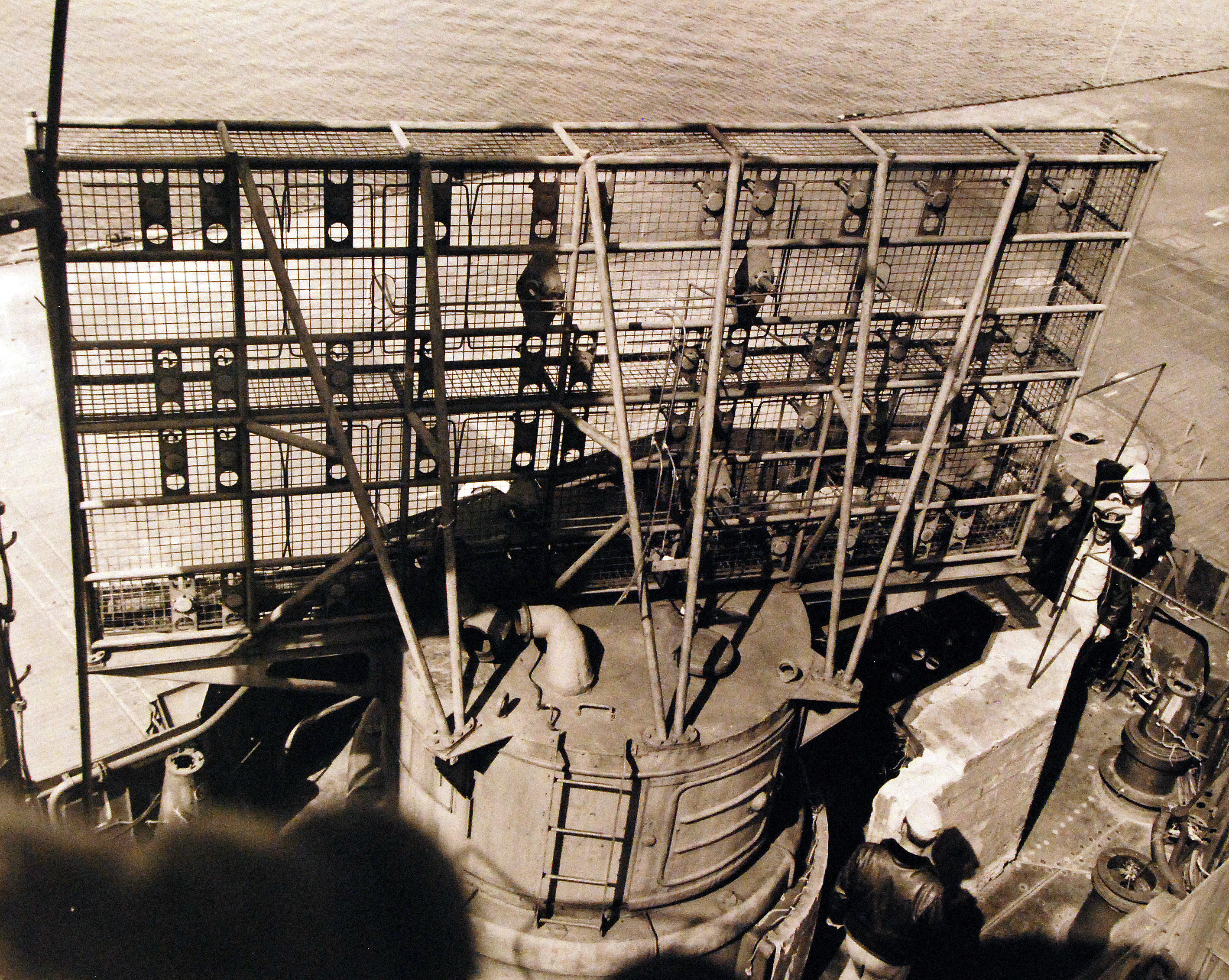
Beispielbild einer Typ 21-Radarantenne, hier Flugzeugträger Jun’yō

#### Radar
Zur Erfassung von Luft- und Seezielen verfügte die Ryūhō über ein Funkmessgerät (Radar) des Typ 21. Dieses Radargerät konnte eine Gruppe von Flugzeug in bis zu 100 Kilometer, ein einzelnes Flugzeug in bis zu 70 Kilometer und ein großes Seefahrzeug in bis zu 20 Kilometer Entfernung orten. Es arbeitete mit einer Wellenlänge von 150 cm und hatte eine Sendeleistung von 5 kW.

#### Sonar
Zur Suche nach U-Booten war ein Echoortungssystem des Typs 93 und einem Hydrophon-Set vom Typ 93 eingerüstet. Dieses Hydrophon-Set bestand aus zwei Gruppen zu je acht Sensoren, eine Gruppe auf jeder Schiffsseite.

### Luftgruppe
Die Luftgruppe des Trägers bestand aus maximal 31 Flugzeugen.

## Besatzung
Die Besatzung der Ryūhō hatte eine Stärke von 989 Offizieren, Unteroffizieren und Mannschaften. Üblicherweise befehligte ein Stabsoffizier im Rang eines Kaigun-taisa (Kapitäns zur See) das Schiff.